# Joszippon könyve

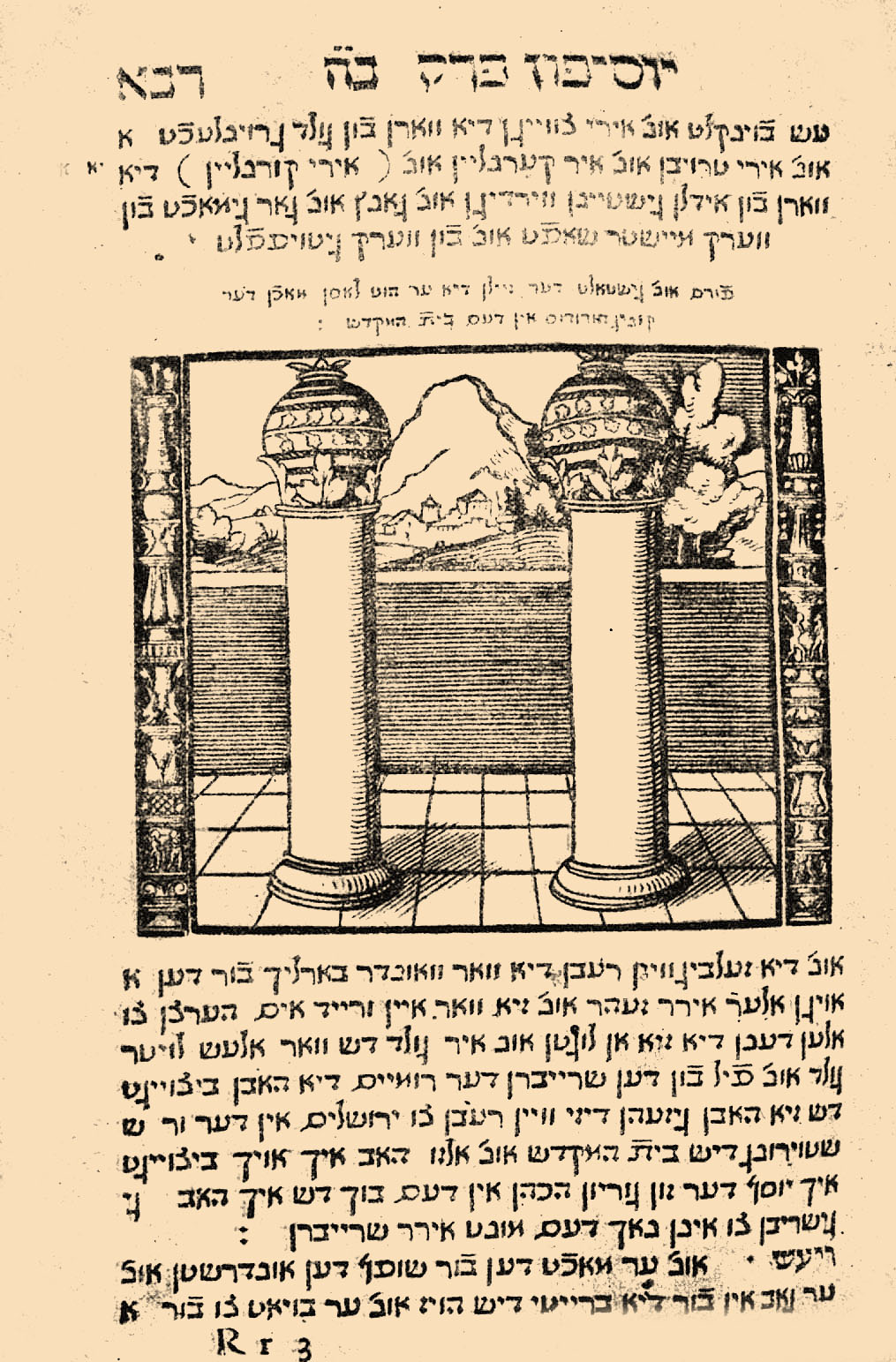
A Joszippon egy 1546-os kiadása

Joszippon könyve (a. m. Josephus műve) héber nyelvű középkori mű, amely témakörét tekintve az ószövetségi apokrif iratok közé tartozik.
A Dél-Itáliában, a 9.–10. században keletkezett írás világtörténelmi keretben adja elő a zsidók történetét a második jeruzsálemi templom pusztulásáig (Kr. u. 70). A történeti tényekből és mondákból összeszerkesztett alkotás érdekessége, hogy a magyarokról is szól, eredetüket – bizonyára Magorról szóló értesüléseik alapján –  betűáttétellel a hasonló hangzású bibliai Gómerre (Noé unokája) vezeti vissza. A mű igen népszerű volt a későbbi századokban, arab, jiddis és etióp fordítása készült. A mű összeállítóját Josef ben Gorionban sejtik.
A könyv forrásai apokrif iratok, haggadák, és főként Iosephus Flavius művei. A babiloni fogságról, a perzsa uralomról, Nagy Sándor és a diadokhoszok koráról szóló beszámolókat, valamint családfákat tartalmaz. Fő része a Hasmoneusok, Nagy Heródes és a rómaiak korának törtéből áll. Keresztelő János és Jézus említése egyesek szerint későbbi betoldás. Tiszta héber stílusa miatt irodalomtörténeti szempontból is jelentős.